# Juho Alasaari
Juho Daniel Alasaari, né le 29 septembre 2003 à Laihia, est un athlète finlandais spécialiste du saut à la perche.

## Biographie
Il est médaillé d'argent du saut à la perche lors des championnats du monde juniors 2021 et 2022.
En 2023, il est sacré champion d'Europe espoir à Espoo en portant son record personnel à 5,71 m.

## Palmarès
| Date | Compétition                   | Lieu    | Résultat | Marque |
| ---- | ----------------------------- | ------- | -------- | ------ |
| 2021 | Championnats du monde juniors | Nairobi | 2e       | 5,35 m |
| 2022 | Championnats du monde juniors | Cali    | 2e       | 5,60 m |
| 2023 | Championnats d'Europe espoirs | Espoo   | 1er      | 5,71 m |

## Records
| Épreuve          | Temps            | Lieu             | Date             |                  |
| Saut à la perche | Saut à la perche | Saut à la perche | Saut à la perche | Saut à la perche |
| ---------------- | ---------------- | ---------------- | ---------------- | ---------------- |
| En plein air     | 5,71 m           | Espoo            | 16 juillet 2023  |                  |
| En salle         | 5,52 m           | Uppsala          | 13 février 2022  |                  |